# Bóng đá tại Đại hội Thể thao Đông Nam Á 1989
Giải bóng đá tại Đại hội Thể thao Đông Nam Á 1989 diễn ra từ ngày 21 đến ngày 31 tháng 8 năm 1989 tại Kuala Lumpur, Malaysia.

## Địa điểm thi đấu
- Sân vận động Merdeka, Kuala Lumpur, Malaysia.
- Sân vận động KLFA, Kuala Lumpur, Malaysia.

## Các đội tuyển tham dự
- Brunei
- Myanmar
- Indonesia
- Malaysia
- Philippines
- Singapore
- Thailand

## Giải đấu

### Vòng bảng
Bảy đội tuyển được chia thành hai bảng đấu vòng tròn 1 lượt chọn 2 đội xếp đầu vào bán kết.
|  | Đội bóng đi tiếp vào vòng trong |

#### Bảng A
| Đội       | ST | T | H | B | BT | BB | HS | Đ |
| --------- | -- | - | - | - | -- | -- | -- | - |
| Singapore | 2  | 1 | 1 | 0 | 5  | 1  | +4 | 3 |
| Thái Lan  | 2  | 1 | 1 | 0 | 4  | 1  | +3 | 3 |
| Myanmar   | 2  | 0 | 0 | 2 | 0  | 7  | −7 | 0 |

| Thái Lan                       | 3–0 | Myanmar |
| ------------------------------ | --- | ------- |
| Pue-On 42', 67' · Changmool ?' |     |         |

| Singapore         | 1–1      | Thái Lan   |
| ----------------- | -------- | ---------- |
| Sundramoorthy 79' | Chi tiết | Pue-On 44' |

| Singapore                                               | 4–0      | Myanmar |
| ------------------------------------------------------- | -------- | ------- |
| Haron 24' · Sundramoorthy 36' · Nasiron 81' · Ahmad 87' | Chi tiết |         |

#### Bảng B
| Đội         | ST | T | H | B | BT | BB | HS | Đ |
| ----------- | -- | - | - | - | -- | -- | -- | - |
| Malaysia    | 3  | 3 | 0 | 0 | 7  | 1  | +6 | 6 |
| Indonesia   | 3  | 2 | 0 | 1 | 11 | 3  | +8 | 4 |
| Brunei      | 3  | 1 | 0 | 2 | 3  | 8  | −5 | 2 |
| Philippines | 3  | 0 | 0 | 3 | 1  | 10 | −9 | 0 |

| Indonesia                                              | 6–0 | Brunei |
| ------------------------------------------------------ | --- | ------ |
| Mustaqim 30', 33', 43' · Wijaya 56', 87' · Hartono 58' |     |        |

| Malaysia                      | 3–0 | Philippines |
| ----------------------------- | --- | ----------- |
| Anbalagan 4', 41' · Radhi 28' |     |             |

| Malaysia                     | 2–1 | Brunei       |
| ---------------------------- | --- | ------------ |
| Radhi 28' · Ravichandran 86' |     | không rõ 69' |

| Indonesia                                                  | 5–1 | Philippines |
| ---------------------------------------------------------- | --- | ----------- |
| Wijaya 21' · Hanafing 59', 82' · Yacobi 62' · Mustaqim 73' |     | Alicante 8' |

| Brunei | 2–0 | Philippines |
| ------ | --- | ----------- |
|        |     |             |

| Malaysia               | 2–0 | Indonesia |
| ---------------------- | --- | --------- |
| Lim Teong Kim 39', 52' |     |           |

### Vòng đấu loại trực tiếp

#### Nhánh đấu
|  | Bán kết          | Bán kết   |               |   | Chung kết | Chung kết |
|  |                  |           |               |   |           |           |
|  | 28 tháng 8       |           |               |   |           |           |
|  |                  |           |               |   |           |           |
|  | Malaysia         | 1         |               |   |           |           |
|  | Malaysia         | 1         | 31 tháng 8    |   |           |           |
|  | Thái Lan         | 0         |               |   |           |           |
|  | Thái Lan         | 0         | Malaysia      | 3 |           |           |
|  | 28 tháng 8       |           | Malaysia      | 3 |           |           |
|  |                  | Singapore | 1             |   |           |           |
|  | Singapore        | Singapore | 1             | 1 |           |           |
|  | Singapore        |           |               | 1 |           |           |
|  | Indonesia        | 0         |               |   |           |           |
|  | Indonesia        | 0         | Tranh hạng ba |   |           |           |
|  |                  |           |               |   |           |           |
|  | 30 tháng 8       |           |               |   |           |           |
|  |                  |           |               |   |           |           |
|  | Thái Lan         | 1 (8)     |               |   |           |           |
|  | Thái Lan         | 1 (8)     |               |   |           |           |
|  | Indonesia (pen.) | 1 (9)     |               |   |           |           |

#### Bán kết
| Singapore | 1–0 | Indonesia |
| --------- | --- | --------- |
| Ahmad 90' |     |           |

| Malaysia   | 1–0 | Thái Lan |
| ---------- | --- | -------- |
| Hassan 71' |     |          |

#### Tranh huy chương đồng
| Indonesia         | 1–1 | Thái Lan    |
| ----------------- | --- | ----------- |
| Wijaya 60'        |     | Penglee 74' |
| Loạt sút luân lưu |     |             |
|                   | 9–8 |             |

#### Tranh huy chương vàng
| Malaysia                                         | 3–1 | Singapore |
| ------------------------------------------------ | --- | --------- |
| Samah 8' (l.n.) · Lim Teong Kim 59' · Salleh 60' |     | Ahmad 39' |

## Nhà vô địch
| Vô địch Bóng đá nam SEA Games 1989 Malaysia Lần thứ tư |

## Bảng xếp hạng chung cuộc
| VT | Đội          | ST | T | H | B | BT | BB | HS | Đ  | Kết quả cuối cùng   |
| -- | ------------ | -- | - | - | - | -- | -- | -- | -- | ------------------- |
| 1  | Malaysia (H) | 5  | 5 | 0 | 0 | 11 | 2  | +9 | 10 | Huy chương vàng     |
| 2  | Singapore    | 4  | 2 | 1 | 1 | 7  | 4  | +3 | 5  | Huy chương bạc      |
| 3  | Indonesia    | 5  | 2 | 1 | 2 | 12 | 5  | +7 | 5  | Huy chương đồng     |
| 4  | Thái Lan     | 4  | 1 | 2 | 1 | 5  | 3  | +2 | 4  | Hạng tư             |
|    |              |    |   |   |   |    |    |    |    |                     |
| 5  | Brunei       | 3  | 1 | 0 | 2 | 3  | 8  | −5 | 2  | Bị loại ở vòng bảng |
| 6  | Myanmar      | 2  | 0 | 0 | 2 | 0  | 7  | −7 | 0  | Bị loại ở vòng bảng |
| 7  | Philippines  | 3  | 0 | 0 | 3 | 1  | 10 | −9 | 0  | Bị loại ở vòng bảng |

## Danh sách huy chương
| Vàng | Bạc | Đồng |
| --- | --- | --- |
| Malaysia | Singapore | Indonesia |
| TM Abdul Rashid Hassan TM Yap Kam Choon TM Mohd Azmi Mahmud HV Razip Ismail HV Serbegeth Singh HV Lee Kin Hong HV Salim Mahmud Muhaidin HV Chow Siew Yai HV M. Ravindran HV Naina Mohd Ismail TV Ahmad Haji Yusof Ali TV Mat Zan Mat Aris TV Lim Teong Kim TV K. Ravichandran TV See Kim Seng TV Azizol Hj Abu Hanafiah TV Abdul Mubin Mohktar TV Muhd Radhi Mat Din TĐ Dollah Salleh TĐ Zainal Abidin Hassan TĐ A. Anbalagan TĐ Subadron Aziz TĐ Pazip Ravindran Huấn luyện viên: Trevor Hartley | TM Abdul Malek Mohamed TM David Lee HV A.R.J. Mani HV Thambiayah Pathmanathan HV Borhan Abu Samah HV Ishak Saad HV Lim Tong Hai HV Arj Changatamilman HV Zulkifli Kartoyoho TV Hazali Nasiron TV Yahya Madon TV Darimosuvito Tokijan TV Hasnim Haron TV Hussein Ahmad Satter TV Salim Moin TV A. Eswaramoorthy TV Jamaludain Hassan TĐ Fandi Ahmad TĐ V. Sundramoorthy TĐ Au Yeong Pak Kuan TĐ Tay Peng-Kee TĐ Abdullah Noor TĐ Saad Razali Huấn luyện viên: Jita Singh | TM I Gusti Putu Yasa TM Eddy Harto HV Ferril Raymond Hattu HV Herrie Setyawan HV Bonggo Pribadi HV Jaya Hartono HV Safruddin Fabanyo HV Herry Kiswanto HV Hamdani Lubis TV Maman Suryaman TV Azhari Rangkuti TV I Made Pasek Wijaya TV Rahmad Darmawan TV Patar Tambunan TV Rully Nere TV Inyong Lolombulan TV Yessy Mustamu TV Alexander Saununu TĐ Ricky Yacobi TĐ Mustaqim TĐ Hanafing TĐ Noach Marriem TĐ Agusman Riyadi Huấn luyện viên: Anatoli Polosin |